# 柳町 (奉天市)

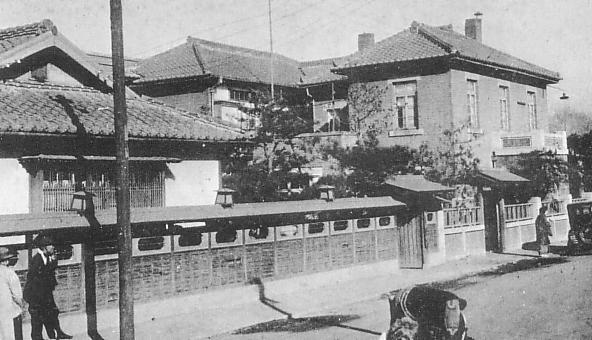
奉天柳町的街景

柳町是奉天滿鐵附屬地的一個町。位于今辽宁省沈阳市和平区西塔街道西南部。柳町当年的街区已不存，其区域现今属于沈阳市朝鲜族第六中学。
柳町是奉天较早的日本人聚居区之一，也是满铁附属地奉天警察署最初所在地。:3
柳町的三角地（三角公园）内设有西塔神社，是奉天神社的境外末社。:65
柳町设有一些为日本人提供性服务的场所:50，包括日军的慰安所:154。